# Parafia św. Maksymiliana Kolbego w Łęce Opatowskiej
Parafia Świętego Maksymiliana Kolbego w Łęce Opatowskiej – parafia rzymskokatolicka należąca do dekanatu Trzcinica diecezji kaliskiej. Została utworzona w 1995. Mieści się przy ulicy Kościelnej. Prowadzą ją księża diecezjalni.